# Wincenty Lisowski
Wincenty Lisowski (ur. 1855, zm. 1918) – lekarz i właściciel ziemski z Podola, poseł II Dumy.

## Życiorys
Uzyskał tytuł naukowy doktora. Został posłem Drugiej Dumy Państwowej Imperium Rosyjskiego w 1907 i był wówczas członkiem Koła Polskiego w Dumie. Zmarł w Humaniu.